# Triathlon aux Jeux olympiques de la jeunesse de 2010
Navigation
Édition suivante
L'épreuve de triathlon a lieu aux Jeux olympiques de la jeunesse d'été de 2010 à Singapour au East Coast Park. Les compétitions ont lieu le 15, 16 et 19 août 2010.

## Règles

### Individuel
- 750 m de natation en eau libre
- 3 tours à vélo (20 km)
- 2 tours à pied (5 km)

### Relais mixte (4X4)
- 250 m de natation en eau libre
- 7 km à vélo (un tour)
- 1,7 km à pied (un tour)

## Agenda
| Heure | Date    | Compétition     |
| ----- | ------- | --------------- |
| 09:00 | 15 août | Filles          |
| 09:00 | 16 août | Garçons         |
| 09:00 | 19 août | 4x Relais Mixte |

## Athlètes qualifiés

### Garçons
| N° de départ | Nom                        | Pays             |
| ------------ | -------------------------- | ---------------- |
| 1            | Miguel Valente Fernandes   | Portugal         |
| 2            | Ru Cheng                   | Chine            |
| 3            | Iuri Vinuto Josino         | Brésil           |
| 4            | Octavio Oliveros           | Mexique          |
| 5            | Gabriel Zumbado            | Costa Rica       |
| 6            | Tim Law Leong              | Hong Kong        |
| 7            | Aaron Barclay              | Nouvelle-Zélande |
| 8            | Abrahm Louw                | Namibie          |
| 9            | Gábor Hankó                | Hongrie          |
| 10           | Andrew Hood                | Royaume-Uni      |
| 11           | Diego Paz Sobreira         | Espagne          |
| 12           | Livio Molinari             | Italie           |
| 14           | Jérémy Obozil              | France           |
| 15           | Yuuki Kubono               | Japon            |
| 16           | Alois Knabl                | Autriche         |
| 17           | Ji Hong Lee                | Corée du Sud     |
| 18           | Juan Jose Andrade Figueroa | Équateur         |
| 19           | Boyd Littleford            | Zimbabwe         |
| 20           | Brook Powell               | Canada           |
| 21           | Thomas Jurgens             | Belgique         |
| 22           | Ryan Gunn                  | Bermudes         |
| 23           | Andres Eduardo Diaz        | Colombie         |
| 24           | Kirill Uvarov              | Kazakhstan       |
| 25           | Lautaro Diaz               | Argentine        |
| 26           | Michael Gosman             | Australie        |
| 27           | Kevin McDowell             | États-Unis       |
| 28           | Lukáš Kočař                | Tchéquie         |
| 29           | Andiry Sirenko             | Ukraine          |
| 30           | Wian Sullwald              | Afrique du Sud   |
| 31           | Scott Ang                  | Singapour        |
| 32           | Tobias Klesen              | Allemagne        |
| 33           | Carlos Alfredo Perez       | Venezuela        |

### Filles
| N° de départ | Nom                      | Pays             |
| ------------ | ------------------------ | ---------------- |
| 1            | Hui Wai Sum, Vincci      | Hong Kong        |
| 2            | Kelly Whitley            | États-Unis       |
| 3            | Monika Orazem            | Slovénie         |
| 4            | Leslie Amat Alvarez      | Cuba             |
| 5            | Mingxiu Ma               | Chine            |
| 6            | Clara Wong               | Singapour        |
| 7            | Mattika Maneekaew        | Thaïlande        |
| 8            | Andrea Arenas            | Venezuela        |
| 9            | Alessia Orla             | Italie           |
| 10           | Yuka Sato                | Japon            |
| 11           | Tuvshinjargal Enkhjargal | Mongolie         |
| 12           | Eszter Dudás             | Hongrie          |
| 14           | Valeria Piedra           | Équateur         |
| 15           | Laura Casey              | Irlande          |
| 16           | Viviana Gonzalez         | Colombie         |
| 17           | Raquel Rocha             | Portugal         |
| 18           | Elinor Thorogood         | Royaume-Uni      |
| 19           | Anna Godoy Contreras     | Espagne          |
| 20           | Karolina Solovyova       | Kazakhstan       |
| 21           | Andrea Brown             | Zimbabwe         |
| 22           | Andrea Longueria         | Chili            |
| 23           | Annie Thorén             | Suède            |
| 24           | Christine Ridenour       | Canada           |
| 25           | Ellie Salthouse          | Australie        |
| 26           | Maddie Dillon            | Nouvelle-Zélande |
| 27           | Hee Sun Kim              | Corée du Sud     |
| 28           | Cristina Betancourt      | Porto Rico       |
| 29           | Sara Vilic               | Autriche         |
| 30           | Adriana Barraza          | Mexique          |
| 31           | Marlene Gomez-Islinger   | Allemagne        |
| 32           | Fany Baysaron            | Israël           |
| 33           | Charlotte Deldaele       | Belgique         |

## Tableau des médailles
| Rang  | Nation           | Or | Argent | Bronze | Total |
| ----- | ---------------- | -- | ------ | ------ | ----- |
| 1     | Japon            | 1  |        |        | 1     |
| 1     | Nouvelle-Zélande | 1  |        |        | 1     |
| 3     | États-Unis       |    | 1      | 1      | 2     |
| 4     | Australie        |    | 1      |        | 1     |
| 5     | Autriche         |    |        | 1      | 1     |
| Total | Total            | 2  | 2      | 2      | 6     |

## Événements
| Event        | Or                                                                        | Argent                                                               | Bronze                                                               |
| ------------ | ------------------------------------------------------------------------- | -------------------------------------------------------------------- | -------------------------------------------------------------------- |
| Garçons      | Aaron Barclay                                                             | Kevin McDowell                                                       | Alois Knabl                                                          |
| Filles       | Yuka Sato                                                                 | Ellie Salthouse                                                      | Kelly Whitley                                                        |
| Relais mixte | Europe 1 Eszter Dudás Miguel Valente Fernandes Fanny Beisaron Alois Knabl | Océanie 1 Ellie Salthouse Michael Gosman Maddie Dillon Aaron Barclay | Amérique 1 Kelly Whitley Kevin McDowell Adriana Barraza Lautaro Diaz |

## Autres
Résultats ;
- Kevin McDowell : 2e en individuel et 3e par équipes (Amérique 1)
- Wian Sullwald : 8e en individuel et 9e par équipes (Monde 1)
- Yuka Sato : 1re en individuel et 8e par équipes (Asie 1)
- Ellie Salthouse : 2e en individuel et 2e par équipes (océanie 1)
- Enkhjargal Tuvshinjargal : 28e en individuel et 15e par équipes (Asie 3)